# Fu Manchu
Fu Manchu («Фу Манчу́») — южно-калифорнийская стоунер-рок-группа. Коллектив имеет хорошую концертную репутацию, поскольку ему довелось выступать с такими группами как Kyuss, Monster Magnet, Marilyn Manson, White Zombie, Melvins, Clutch и Corrosion of Conformity. Вместе с коллегами из Kyuss, Sleep и Monster Magnet, Fu Manchu значительно способствовали популяризации стоунер-рока.

## История
Кен Пуччи (вокал), Скотт Хилл (гитара), Грег МакКохи (бас) и Рубен Романо (ударные) играли хардкор в духе Black Flag и Bl’ast в группе под названием Virulence. После выхода первого и последнего альбома If This Isn’t a Dream… Пуччи уступил место Глену Чивенсу, а название группы сменилось на Fu Manchu.
В 1990-м на Slap-a-Ham Records вышел дебютный сингл Kept Between Trees. Его звучание сильно походило на творчество Virulence, однако вскоре команда начала дрейфовать в сторону хард-рока образца 70-х. Грегу эта тенденция не понравилась, и он ушёл, передав бас Марку Эбширу. Где-то в это же время по непонятным причинам коллектив покинул Чивенс. Поэтому Хилл взял на себя вокал, а в качестве компенсации в состав был введен соло-гитарист Скотт Вото. С ним Fu Manchu записали три сингла, после чего Вото уступил место бывшему барабанщику Olivelawn Эдди Глассу.
К 1994 году командой начали интересоваться серьёзные рекорд-компании и один из «мажоров» выделил музыкантам деньги на запись пробного демо. Однако Fu Manchu решили не распыляться и не заключать контракта, а использовали выделенное им студийное время на подготовку полноформатного альбома. После издания No One Rides For Free небольшим независимым лейблом Bong Load Custom Records свой пост оставил Марк Эбшир, а бас-гитара перешла к Брэду Дэйвису.
Спустя год этот же лейбл выпустил следующий альбом команды — Daredevil. Совершив тур по США и Канаде вместе с Monster Magnet, которые на тот момент были достаточно популярны среди любителей стоунера, группа значительно пополнила ряды своих фанатов.
В 1996-м коллектив подписал контракт с Mammoth Records, где дебютировал с работой In Search Of…. Этот альбом стал последним для Гласса и Романо в составе Fu Manchu. Оба музыканта присоединились к своему бывшему коллеге Эбширу и организовали с ним трио Nebula.
Освободившиеся же вакансии в FM заняли бывший барабанщик Kyuss Брэнт Бьорк и гитарист Боб Балч. В таком составе был записан альбом The Action Is Go, продюсером которого стал J.Yeuger из White Zombie.
На стыке тысячелетий появилось два альбома: Eatin’ Dust, выпущенный лейблом Man's Ruin, и King of the Road, выпущенный в Европе. За ними последовал и California Crossing. Все они были встречены достаточно тепло, что не помешало Брэнту Бьорку возвестить об уходе из группы и начале сольной карьеры. Место за ударными досталось экс-участнику Sunshine Скотту Ридеру, чьё имя появилось на первом официальном концертнике Fu Manchu Go for It… Live!.
В 2004 команда выпустила свой восьмой альбом Start the Machine.
Девятый альбом, выпущенный в 2007 году, получил название We Must Obey. Почти два года Fu Manchu провели в туре, играя в Северной Америке и Европе. Десятый альбом Signs of Infinite Power увидел свет спустя два года.
В июне 2012 года группа объявила, что начинает работу над новым альбомом. Релиз Gigantoid вышел в 2014 году.

## Жанры и стили
Журнал Rolling Stone так описал звучание «фуманчистов»: «super heavy and bass happy Detroit rock ‘n’ roll is totally deep-fried, fuzzed out, window breakin’, pot sellin’, sleepin-in-the-van, skater metal» (что-то вроде: «супер-тяжёлый и полный баса детройский рок-н-ролл, хорошо прожаренный, фуззовый, разбивающий окна, продающий траву, спящий-в-фургоне, скейтерский метал»). Словом, группа выработала своеобразный саунд, сочетающий тяжёлые риффы и психоделический настрой. Познав всю глубину грува, Fu Manchu создали нечто затягивающее и цепляющее.

## Дискография
Студийные альбомы
- 1994 — No One Rides for Free LP/CD — Bong Load Custom Records
- 1995 — Daredevil LP/CD — Bong Load Custom Records
- 1996 — In Search Of... LP/CD — Mammoth Records
- 1997 — The Action Is Go LP/CD — Mammoth Records
- 1999 — Eatin' Dust CD — Man's Ruin Records
- 2000 — King of the Road LP/CD — Mammoth Records
- 2003 — California Crossing LP/CD — Mammoth Records
- 2004 — Start the Machine CD — DRT Entertainment
- 2007 — We Must Obey LP/CD — Liquor and Poker Music/Century Media Records
- 2009 — Signs of Infinite Power LP/CD — Century Media Records
- 2014 — Gigantoid LP/CD — Dojo Records
- 2018 — Clone Of The Universe LP/CD — Dojo Records
- 2021 — A Look Back: DogTown & Z-Boys

Мини-альбомы и синглы
- 1990 — Kept Between Tress EP
- 1992 — Pick-Up Summer сингл
- 1993 — Don’t Bother Knockin сингл
- 1998 — Fu Manchu Fatso Jetson сплит
- 2004 — Something Beyond EP
- 2006 — Hung Out to Dry EP

Сборники, концерты
- 1998 — Return to Earth 91-93
- 1999 — (Godzilla’s) Eatin' Dust LP
- 2003 — Go for It… Live! LP/CD